# Barbara Kellerman
Barbara Rose Kellerman, född 30 december 1949 i Manchester i Lancashire, är en brittisk skådespelare. Kellerman har bland annat medverkat i BBC:s C.S. Lewis-filmatiseringar Narnia: Häxan och lejonet (1988), Prins Caspian och skeppet Gryningen (1989) och Silvertronen (1990)

## Filmografi i urval
- 1969 – Mannen med den röda masken
- 1974 – General Hospital (TV-serie)
- 1975 – Månbas Alpha (TV-serie)
- 1979 – The Professionals (TV-serie)
- 1980 – Havets vargar
- 1980 – Hammer House of Horror (TV-serie)
- 1981 – The Monster Club
- 1983 – Number 10 (TV-serie)
- 1984 – Morte d'Arthur (TV-film)
- 1985 – My Brother Jonathan (TV-serie)
- 1986 – Lytton's Diary (TV-serie)
- 1988 – Narnia: Häxan och lejonet (TV-serie)
- 1989 – Prins Caspian och skeppet Gryningen (TV-serie)
- 1990 – Silvertronen (TV-serie)
- 1998 – The Bill (TV-serie)
- 2000 – Monsignor Renard (TV-serie)